# 2012 SW2
2012 SW2 – odkryta w 2012 niewielka planetoida z grupy Apolla należąca do obiektów bliskich Ziemi, jej średnica szacowana jest na pomiędzy 9 a 19 m.
19 września 2012 planetoida przeleciała bardzo blisko Ziemi, zbliżając się do niej na odległość 1,8 odległości Ziemi od Księżyca poruszając się z prędkością 16,18 km/s w stosunku do naszej planety.